# Le Vieux Roi Cole
Pour plus de détails, voir Fiche technique et Distribution.
Le Vieux Roi Cole (Old King Cole) est un court métrage d'animation américain de la série des Silly Symphonies, réalisé par David Hand et sorti le 29 juillet 1933.

## Synopsis
Un livre de comptines en trois dimensions prend vie. Les sujets du royaume du roi Cole (en) en sortent…
À l'origine, Old King Cole est une comptine anglaise sur un rythme entraînant, attestée dès 1708. Le vieux roi Cole est un souverain joyeux, qui demande sa pipe, son bol, et ses trois musiciens, ainsi que d'autres objets selon les versions. Le réalisateur a mixé cette comptine avec d'autres comptes et chansons enfantines.

## Fiche technique
- Titre original : Old King Cole
- Titre français : Le Vieux Roi Cole
- Série : Silly Symphonies
- Réalisation : David Hand
- Layout : Ferdinand Horvath
- Animation  :
  - équipe principale : Norman Ferguson, Les Clark, Johnny Cannon, Clyde Geronimi, Frenchy de Trémaudan, Ferdinand Horvath[1]
  - équipe de Ben Sharpsteen : Joe D'Igalo, Cy Young, Ed Love, Dick Williams, Louie Schmitt, Hardie Gramatky, Nick George, Roy Williams[1]
- Musique : Frank Churchill et Bert Lewis[1]
  - Musiques originales : King Cole's Ball (Churchill-Lewis), The Welcome Song (Lewis),
  - Musiques traditionnelles : Three Blinds Mice, Ten Little Indians
- Production : Walt Disney
- Société de production : Walt Disney Productions
- Société de distribution : United Artists Pictures
- Pays :  États-Unis
- Langue : anglais
- Format : Couleur (Technicolor) - 35 mm - 1,37:1 - Son mono
- Durée : 8 min 24
- Dépôt de copyright : 14 juillet 1933[1]
- Dates de sortie :
  - États-Unis : 29 juillet 1933[2],[3]

## Distribution

### Voix originales
D'après Russel Merritt et J.B. Kaufman :
- Allan Watson : King Cole
- Mary Moder, Dorothy Compton et Marcellite Garner : les Rhythmettes

### Voix françaises
- Georges Milton : Chanteur soliste principal

## Commentaires
Ce film est un remake partiel du court métrage Les Chansons de la mère l'oie (1931) ; il a servi de base à Mother Goose Goes Hollywood (1938). Il a été présenté pour la première fois à New York du 3 au 9 août 1933 au Radio City Music Hall en première partie de No Marriage Ties de J. Walter Ruben et à Los Angeles du 31 août au 6 septembre 1933 au Loew's State en première partie de Deux Femmes de John Ford.
Steven Watts classe le film parmi les contes de fées et histoires mythologiques des Silly Symphonies.

## Titre en différentes langues
D'après IMDb :
- Suède : Gamle kung Kålrot, Pandoras ask, Sagokungens bal